# Duncan (Schiff, 1903)
Die HMS Duncan war ein Einheitslinienschiff (engl. pre-dreadnought) der Duncan-Klasse, das Anfang des 20. Jahrhunderts für die Royal Navy gebaut wurde.

## Geschichte
Die Duncan wurde am 10. Juli 1899 von der Thames Ironworks and Shipbuilding Company in Leamouth auf Kiel gelegt, am 21. März 1901 vom Stapel gelassen und am 8. Oktober in der Chatham für den Einsatz in der Mittelmeerflotte in Dienst gestellt. Im Februar 1905 wurde sie in die Kanalflotte versetzt. Am 26. September desselben Jahres kollidierte sie in Lerwick mit dem Schlachtschiff HMS Albion und erlitt dabei Schäden am Rumpf, unter anderem ein Loch in der Seite unterhalb der Wasserlinie, Ruderschäden und den Verlust des Achterstevens. Ein weiterer Zwischenfall ereignete sich am 23. Juli 1906, als das Schiff vor Lundy auf Grund lief, als es erfolglos versuchte, die Montagu zu bergen.
Am 1. Dezember wurde die Duncan erneut zur Mittelmeerflotte versetzt und 1909 auf Malta überholt. Im Rahmen der Flottenumstrukturierung vom 1. Mai 1912 wurde die Mittelmeerflotte zum 4. Schlachtgeschwader der Home Fleet und verlegte ihren Stützpunkt von Malta nach Gibraltar. Am 27. Mai 1913 wurde die Duncan in Chatham mit einer Kernbesatzung wieder in Dienst gestellt und dem 6. Kampfgeschwader der Zweiten Flotte in Portsmouth zugeteilt, wo sie als Kanonenschulschiff eingesetzt wurde. Im Mai 1914 wurde sie in Chatham erneut überholt.

### Erster Weltkrieg
Zum Beginn des Ersten Weltkriegs im August 1914 sollte die Duncan zusammen mit den Schlachtschiffen Agamemnon, Albemarle, Cornwallis, Exmouth, Russell und Vengeance im 6. Schlachtgeschwader der Kanalflotte eingesetzt werden, wo sie im Ärmelkanal patrouillieren und die Bewegung der britischen Expeditionsstreitkräfte nach Frankreich begleiten sollte. Es gab jedoch auch Pläne, das 6. Kampfgeschwader der Grand Fleet zuzuweisen. Als der Krieg begann, beantragte der Oberbefehlshaber der Grand Fleet, Admiral John Jellicoe, dass die Duncan und ihre vier verbliebenen Schwesterschiffe dem 3. Schlachtgeschwader der Grand Fleet für Patrouillendienste zugewiesen würden, um den dortigen Mangel an Kreuzern auszugleichen. Dementsprechend wurde das 6. Schlachtgeschwader vorübergehend aufgelöst und die Duncan am 8. August 1914 in Scapa Flow dem 3. Schlachtgeschwader zugewiesen.
Die Duncan und ihre vier Schwesterschiffe sowie die Schlachtschiffe der King-Edward-VII-Klasse wurden am 2. November 1914 vorübergehend zur Kanalflotte verlegt, um diese angesichts der Aktivitäten der Kaiserlichen Deutschen Marine im Ärmelkanal zu verstärken. Am folgenden Tag griff die deutsche Flotte Yarmouth an. Die Duncan sowie der Rest des 3. Geschwaders waren zu diesem Zeitpunkt auf der Nordpatrouille unterwegs und standen daher während des deutschen Angriffs nicht zur Verfügung. Am 13. November 1914 kehrten die Schiffe der King-Edward-VII-Klasse zur Grand Fleet zurück und die Duncan und ihre Schwesterschiffe wurden erneut zum 6. Schlachtgeschwader zusammengefasst.

#### Angriff auf Seebrügge und Ostende
Am 14. November 1914 erhielt das 6. Schlachtgeschwader den Befehl, deutsche U-Boot-Stützpunkte in Belgien anzugreifen. Am 21. November verließ sie Portland in Begleitung von acht Zerstörern, einer Gruppe von Trawlern und zwei Luftschiffen in die Richtung der belgischen Küste. Dort begannen sie am 23. November mit dem Beschuss von Zeebrugge. Obwohl über 400 Geschosse abgefeuert und laut Berichten niederländischer Beobachter erhebliche Schäden verursacht wurden, brachte der Angriff relativ wenig, wodurch die Royal Navy von weiteren solchen Angriffen absah. Das 6. Schlachtgeschwader kehrte im Dezember 1914 nach Dover zurück und wurde am 30. Dezember 1914 nach Sheerness verlegt, um dort das 5. Schlachtgeschwader bei der Abwehr einer deutschen Invasion des Vereinigten Königreichs abzulösen.

#### Atlantik und Mittelmeer
Die Duncan verließ das Geschwader im Februar 1915, um für eine Überholung in Chatham, die bis Juli 1915 dauerte, in die Reserve versetzt zu werden. Am 19. Juli 1915 wurde sie in Chatham wieder in Dienst gestellt und dem 9. Kreuzergeschwader auf der Station Finisterre–Azoren–Madeira zugeteilt.
Im August 1915 wurde die Duncan zum 2. Freien Geschwader in der Adria versetzt, um dort die italienische Marine im Kampf gegen die österreichische Marine zu unterstützen. Admiral Paolo Thaon di Revel, der Stabschef der italienischen Marine, hielt die Bedrohung durch österreichisch-ungarische U-Boote und Seeminen in den engen Gewässern der Adria für zu groß, als dass er die Flotte für aktive Operationen einsetzen konnte. Stattdessen beschloss Revel, mit der Hauptflotte eine Blockade am relativ sicheren südlichen Ende der Adria durchzuführen, während kleinere Schiffe, wie die MAS-Boote, Angriffe auf österreichisch-ungarische Schiffe und Einrichtungen durchführten.
Im Juni 1916 wurde Duncan zum 3. Freien Geschwader in Thessaloniki abkommandiert. Zu dieser Zeit wurde Griechenland von dem deutschfreundlichen Konstantin I. regiert, der beschlossen hatte, neutral zu bleiben. Die Entente-Mächte hatten 1915 Truppen in Thessaloniki stationiert, was zu Spannungen zwischen Frankreich und Griechenland geführt hatte. Das Problem spitzte sich im August 1916 zu, als eine Pro-Entente-Fraktion in der Noemvriana einen Staatsstreich gegen die Monarchie begann. Ab Dezember 1916 beteiligte sie sich an Operationen gegen die griechischen Royalisten, beginnend mit der Landung der Royal Marines in Athen am 1. Dezember 1916, um Konstantin zur Abdankung zu zwingen. Die britischen und französischen Truppen wurden von der griechischen Armee sowie bewaffneten Zivilisten besiegt und mussten sich auf ihre Schiffe zurückziehen, woraufhin die britische und französische Flotte eine Blockade der von den Royalisten kontrollierten Teile des Landes verhängte. Im Januar 1917 kehrte sie zum Adriageschwader zurück. Im Februar kehrte die Duncan in die Heimat zurück und wurde in Sheerness abgemustert. Sie lag bis April in Sheerness in Reserve und wurde dann zur Überholung nach Chatham verlegt. Nach dem Abschluss der Überholung im Januar 1918 blieb sie in Chatham in Reserve und diente als Unterkunftsschiff. Im März 1919 wurde die Duncan auf die Abwrackliste gesetzt und am 18. Februar 1920 zum Abwracken an Stanlee Shipbreaking Company Limited in Dover verkauft.

## Technik

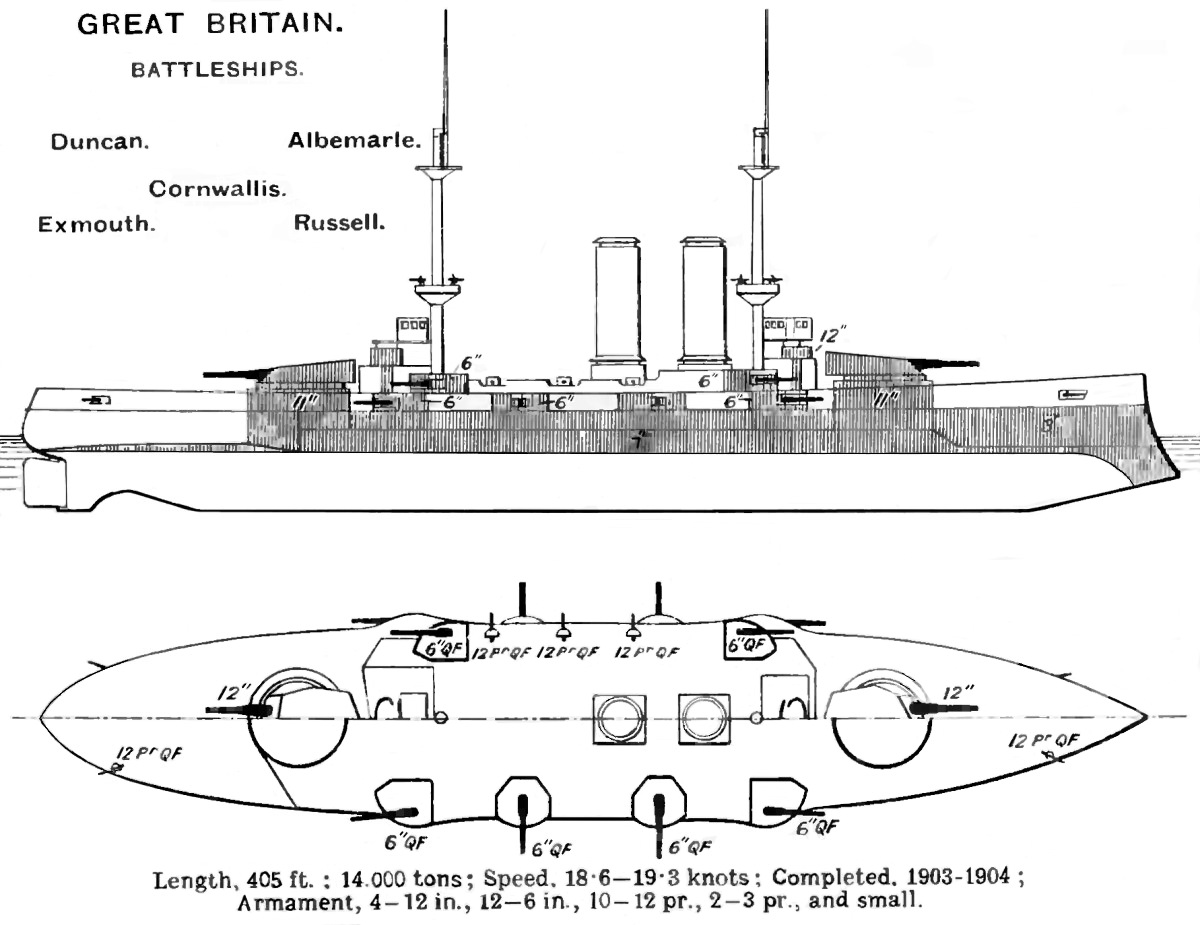

Das Schiff hatte eine Gesamtlänge von 132 m, eine Breite von 23 m und einen Tiefgang von 7,85 m. Die Verdrängung lag zwischen 13.483 t und 15.400 t.

### Antrieb
Die Duncan war mit zwei Vierzylinder-Verbunddampfmaschinen ausgestattet, die jeweils eine Welle antrieben und insgesamt 18.000 PS (13.239 kW) entwickelten, mit denen sie eine Höchstgeschwindigkeit von 19 Knoten (10 km/h) erreichte. Der Dampf wurde von vierundzwanzig Belleville-Wasserrohrkesseln geliefert. Das Schiff konnte maximal 2032 t Kohle mitführen, was ihr bei 10 Knoten (19 km/h) eine Reichweite von 6.070 Seemeilen (11.240 km) ermöglichte. Die Besatzung des Schiffes bestand aus 720 Offizieren und Mannschaft.

### Bewaffnung
Die Hauptbewaffnung bestand aus vier 305-mm-Geschützen auf PIII-Lafetten, die in Doppelgeschütztürmen an Bug und Heck montiert waren. Auf Grund des Elevationsbereiches von −5 Grad bis 13,5 Grad mussten die Geschütze auf 4,5 Grad zurückgesetzt werden, um geladen zu werden. Die Geschütze hatten eine Mündungsgeschwindigkeit von 781 bis 784 m/s und konnten bei einer Reichweite von 4.400 m 30 cm dicken Krupp-Zementstahl durchdringen. Bei maximaler Elevation hatten die Geschütze eine Reichweite von 14.000 m. Die Sekundärbewaffnung bestand aus zwölf 152-mm-Geschützen ebenfalls auf PIII-Lafetten in Kasematten, die in Schwalbennestern am Rumpf angeordnet waren, um das Schussfeld zu vergrößern und gleichzeitig die Stoßwirkung auf den Rumpf zu verringern, wenn die Geschütze nach vorne oder nach hinten feuerten. Die Geschütze hatten eine Mündungsgeschwindigkeit von 773 m/s und konnten bei einer Reichweite von 2.300 m 15 cm Zementstahl durchschlagen. Die maximale Elevation betrug 14 Grad, wodurch die Geschütze Ziele in einer Entfernung von bis zu 11.000 m bekämpfen konnten. Zur Abwehr von Torpedobooten waren zehn 76-mm-12-Pfünder-Schnellfeuergeschütze und sechs 47-mm-3-Pfünder-Schnellfeuergeschütze installiert. Außerdem war das Schiff mit vier 457-mm-Torpedorohren ausgestattet, die im Rumpf eingelassen waren.

### Panzerung
Der 178 mm dicke Panzergürtel aus Krupp-Zementstahl war 72 m lang und erstreckte sich von der vorderen Barbette bis zur hinteren Barbette. Er reichte von 3 m über bis 1,29 m unter die Wasserlinie und verjüngte sich nach vorne von 127 mm auf 50 mm. Der 50-mm-Abschnitt ganz vorne verbreiterte sich auf 127 mm und endete etwa 7,62 m hinter dem Vordersteven. Das hintere Schott war 178 mm dick und verlief schräg nach innen von den hinteren Enden des Gürtels bis zur Außenseite des hinteren Barbette. Die vordere Barbette war über dem Gürtel 279 mm dick und verjüngte sich darunter auf 178 mm. Die Innenfläche war über dem Gürtel 254 mm dick und verjüngte sich auf 101 mm darunter. Die hintere Barbette war an der Außenfläche über dem Mitteldeck 279 mm dick und verjüngte sich auf 254 mm darunter. Die Innenseite war über dem Gürtel 254 mm dick und verjüngte sich 101 mm unter diesem. Das gepanzerte Deck war 25 bis 50 mm dick und verlief über die Oberseite des Gürtels vom Bug bis zum Heckschott. Vom Achterschott reichte es bis zum vorderen Ende des Gürtels. Das untere Deck war unter Wasser gepanzert und verlief von der äußeren Basis jeder Barbette bis zum Bug bzw. Heck, 50 mm nach vorn und 25 mm nach achtern. Der vordere Kommandoturm war rundherum mit 305 mm gepanzert und der hintere mit 76 mm.